# 중흥 (남당)
중흥(中興, 958년 1월 ~ 3월)은 남당(南唐) 원종(元宗) 이경(李璟)의 두번째 연호이다. 2개월 가량 사용하였다.

## 개원
- 보대(保大) 16년 1월 3일[1](958년 1월 25일)에 연호를 중흥(中興)으로 개원함.[2][3][4][5]

- 중흥(中興) 원년 3월 6일[6](958년 3월 28일)에 연호를 교태(交泰)로 개원함.[2][3][4][5]

## 연대 대조표
| 중흥       | 원년                            |
| 서기(西紀) | 958년                           |
| 간지(干支) | 무오(戊午)                      |
| 후주(後周) | 현덕(顯德) 5년                  |
| 남한(南漢) | 건화(乾和) 16년 대보(大寶) 원년 |
| 후촉(後蜀) | 광정(廣政) 21년                 |
| 북한(北漢) | 천회(天會) 2년                  |

## 같이 보기
- 다른 왕조의 같은 연호
  - 서연(西燕) 중흥(中興, 386년 ~ 394년)
  - 남제(南齊) 중흥(中興, 501년 ~ 502년)
  - 북위(北魏) 중흥(中興, 531년 ~ 532년)
  - 발해(渤海) 중흥(中興, 793년 ~ 794년)
  - 남조(南詔) 중흥(中興, 897년 ~ 902년)
  - 호탄 왕국(于闐國) 중흥(中興, 978년 ~ 985년)

- 중국의 연호 목록